# Cyphocerastis falcifera
Cyphocerastis falcifera är en insektsart som först beskrevs av Rehn, J.A.G. 1914.  Cyphocerastis falcifera ingår i släktet Cyphocerastis och familjen gräshoppor. Inga underarter finns listade i Catalogue of Life.